# Abdoulay Konko
Abdoulay Cagadite Konko (Marsella, 9 de marzo de 1984) es un futbolista francés, de origen senegalés y marroquí.
Producto de la cantera de la Juventus, Konko fue cedido al Crotone con Bartolucci, Guzmán, Mirante, Paro y Gastaldello en 2004 y con Guzmán en 2005.
Fue traspasado en copropiedad al Siena con Bartolucci, Gastaldello, Masiello y Packer cedidos en 2006.
El 25 de enero de 2007, Konko, previamente propiedad de la Juventus y el Siena, fue vendido por la Juventus al Genoa por un millón de Euros como parte del trato por Domenico Criscito, Konko pasó a ser propiedad del Genoa y el Siena.
En el verano de 2007 Konko y Masiello fueron adquiridos en exclusiva por el Genoa; como parte del trato, Fernando Forestieri fue adquirido por el Siena.
En verano de 2008 firma por el Sevilla FC por 9 millones de euros, teniendo una cláusula de rescisión de 60 millones de euros y un contrato de 5 años de duración. Konko llegó como recambio de Daniel Alves, traspasado al FC Barcelona.
En el primer partido de la Liga BBVA de la temporada 2010/2011 Konko convirtió 2 goles. Logró así ser Pichichi durante la primera jornada de la misma.
Tras un periodo en España donde no rindió como se esperaba fue traspasado de nuevo a la Serie A . Jugó en el Génova CF para ser posteriormente trasladado a la Società Sportiva Lazio

## Clubes
| Club                   | País   | Año       | PJ  | Goles |
| ---------------------- | ------ | --------- | --- | ----- |
| FC Crotone             | Italia | 2004-2006 | 74  | 7     |
| AC Siena               | Italia | 2006-2007 | 14  | 1     |
| Génova FC              | Italia | 2007-2008 | 13  | 0     |
| Sevilla FC             | España | 2008-2011 | 57  | 4     |
| Génova FC              | Italia | 2011      | 13  | 0     |
| Società Sportiva Lazio | Italia | 2011-2016 | 103 | 1     |
| Atalanta BC            | Italia | 2016-2017 | 10  | 0     |